# Gaugerich von Cambrai

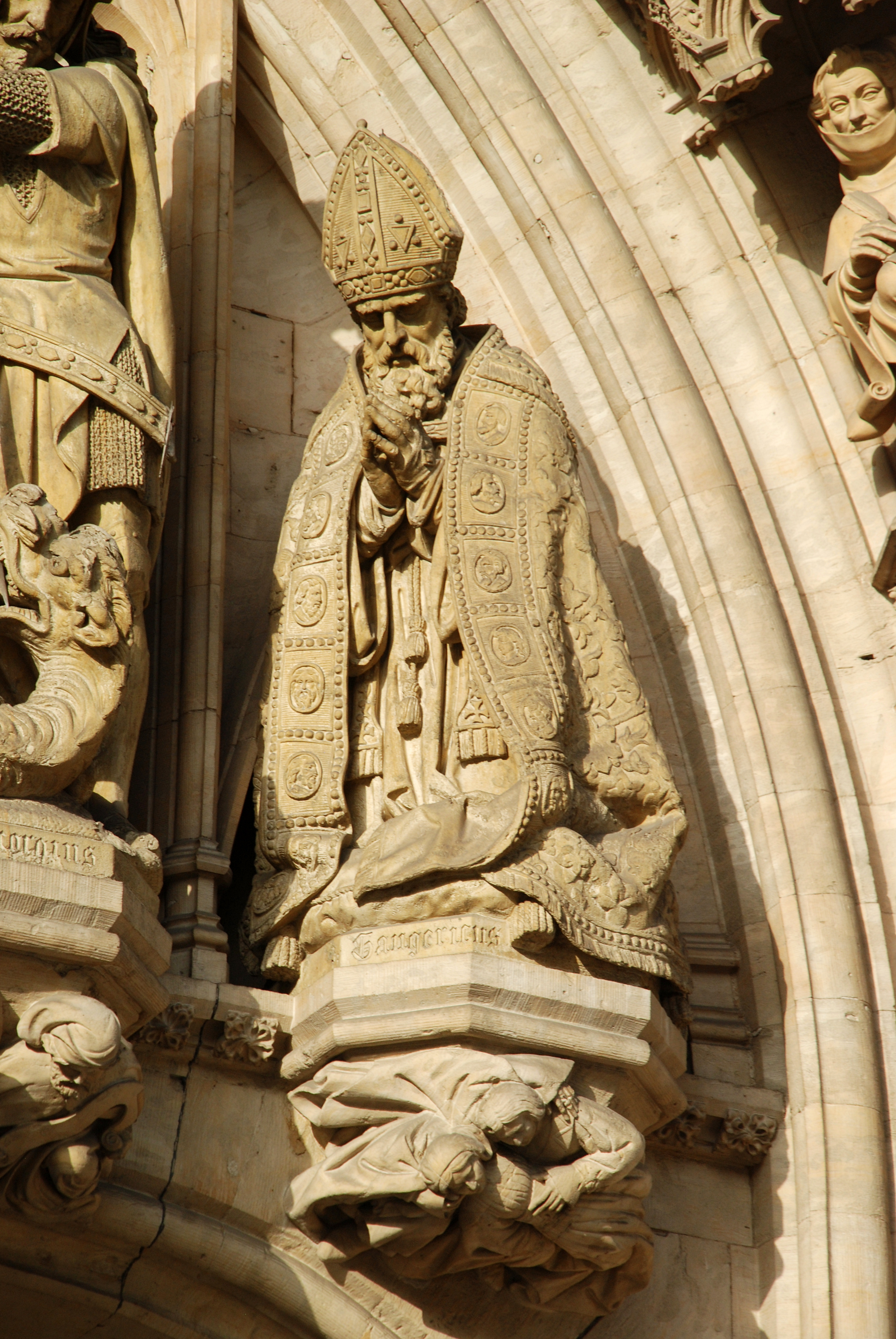
Heiliger Gaugericus am Portal des Brüsseler Rathauses

Gaugerich von Cambrai (französisch Saint-Géry, wallonisch Sint Djèry, flämisch Sint Gorik, latinisiert Gaugericus; * um 550 in Carignan, † 11. August 626?) war der erste Bischof von Cambrai. Sein Gedenktag ist der 11. August.

## Vita
Gaugericus soll in der Diözese von Trier als Kind gallorömischer Eltern geboren worden sein. Magnerich, der Bischof von Trier, soll auf ihn aufmerksam geworden sein und machte ihn zum Diakon. Um das Jahr 585 weihte ihn Aegidius, der damalige Bischof von Reims, zum Bischof des austrasischen Bistums Arras. Den Bischofssitz verlegte Gaugerich von Arras nach Cambrai.
Er widmete sein Leben der Ausrottung des Heidentums und zerstörte die Kultbilder der alten Götter. Auf einem Berg bei Cambrai errichtete er eine Kirche zu Ehren des im Jahr 545 verstorbenen hl. Medardus von Noyon; außerdem gründete er eine Kirche zu Ehren des hl. Martin von Tours und eine weitere zu Ehren des Heiligen Kreuzes.
Gaugerich unterhielt gute Beziehungen zum Frankenherrscher Chlothar II. (reg. 584–629) und nahm am Konzil von Paris (614) teil. Gemäß der Überlieferung gründete er eine Kirche zu Ehren des Erzengels Michael, die zu einem wesentlichen Ausgangspunkt für die  Entwicklung der Stadt Brüssel wurde; an der Stelle steht heute die Kathedrale St. Michael und St. Gudula.

## Verehrung
Nach seinem Tod wurde er in der von ihm gegründeten Kirche Saint-Medard beigesetzt; doch schon bald wurden seine Gebeine (Reliquien) auf zahlreiche Kirchen aufgeteilt, so dass mehrere Kirchen im Norden Frankreichs, in Belgien und in den Niederlanden seinen Namen tragen.

## Darstellung
Früh- und hochmittelalterliche Darstellungen des Heiligen sind nicht bekannt. Neuere Darstellungen – vor allem in Glasfenstern – zeigen ihn im Bischofsornat.